# El Norte de Castilla
El Norte de Castilla je regionální španělský deník se sídlem ve Valladolidu. Vydavatelem je El Norte de Castilla, S.A. patřící do skupiny Grupo Vocento. El Norte de Castilla je nejvýznamnějším deníkem v oblasti Kastílie a Leónu.

## Historie
El Norte de Castilla je nejstarším španělským deníkem. Byl založen v roce 1854 lékárníkem Marianem Pérezem Mínguezem a lékařem Pascualem Pastorem pod jménem El Avisador. V roce 1856 byl přejmenován na El Norte de Castilla a spojen s El Correo de Castilla.
V období 1958 až 1963 zde působil jako šéfredaktor spisovatel Miguel Delibes, který byl během diktatury odvolán za kritické články. Před rokem 1960 byl sloupkařem novin Francisco Umbral. José Jiménez Lozano byl s listem úzce spojen, na závěr své kariéry se stal jeho šéfredaktorem.
V současnosti vychází El Norte de Castilla ve třech mutacích: pro Valladolid, Palencii a Segovii.